# Johan Cruijff ArenA

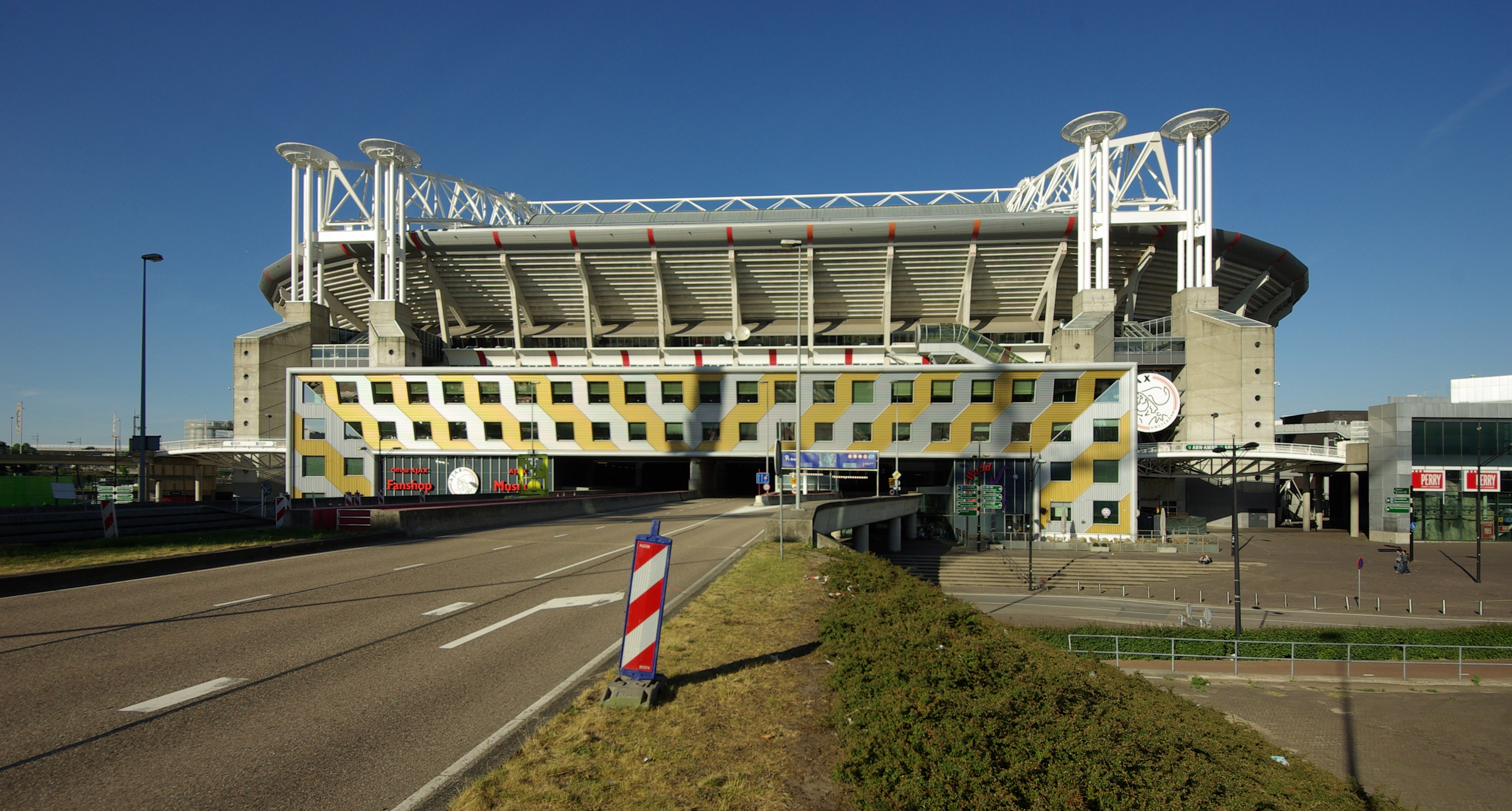
Toegangsweg naar het stadion

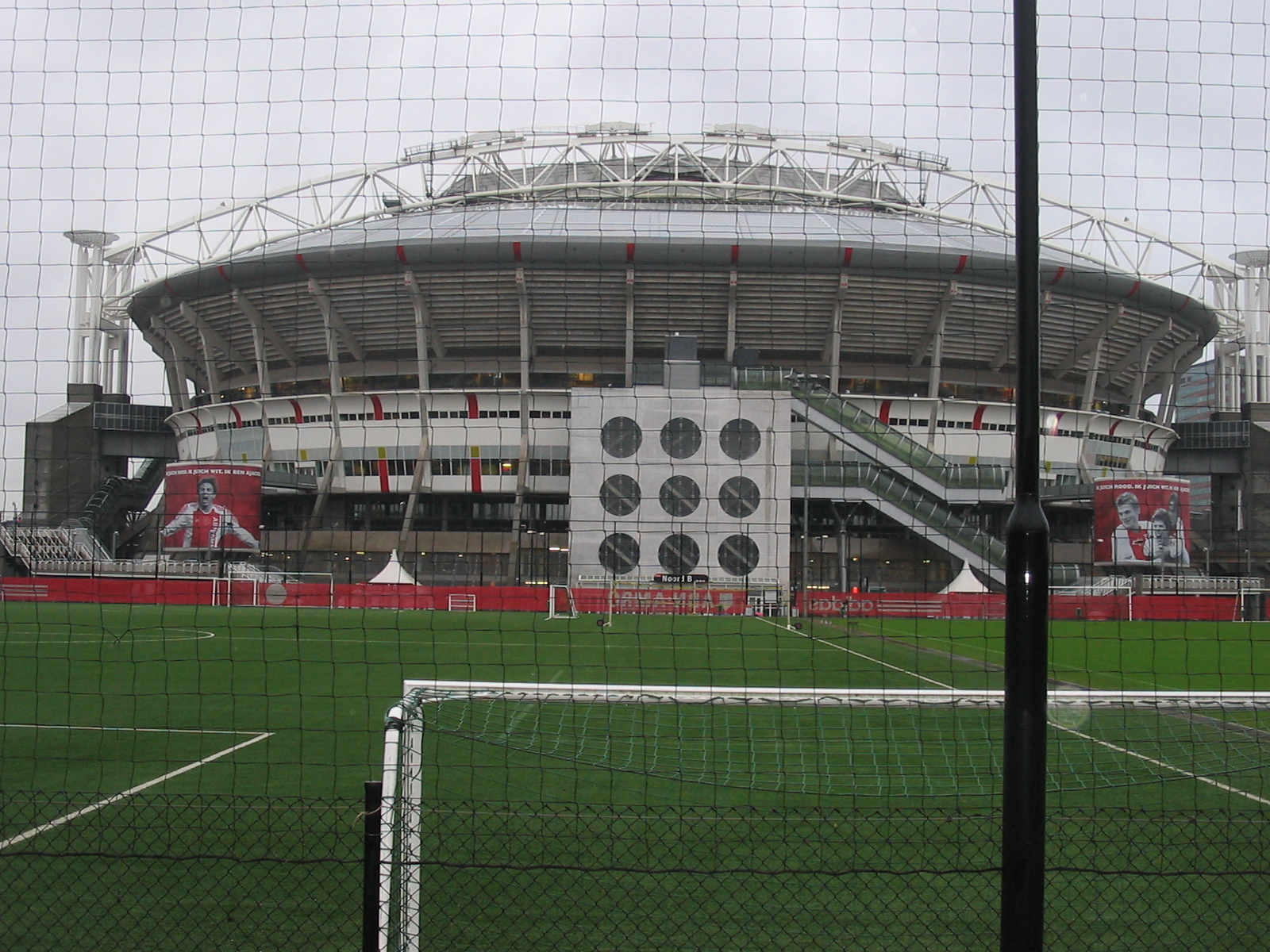
De ArenA vanachter het oude trainingsveld gezien

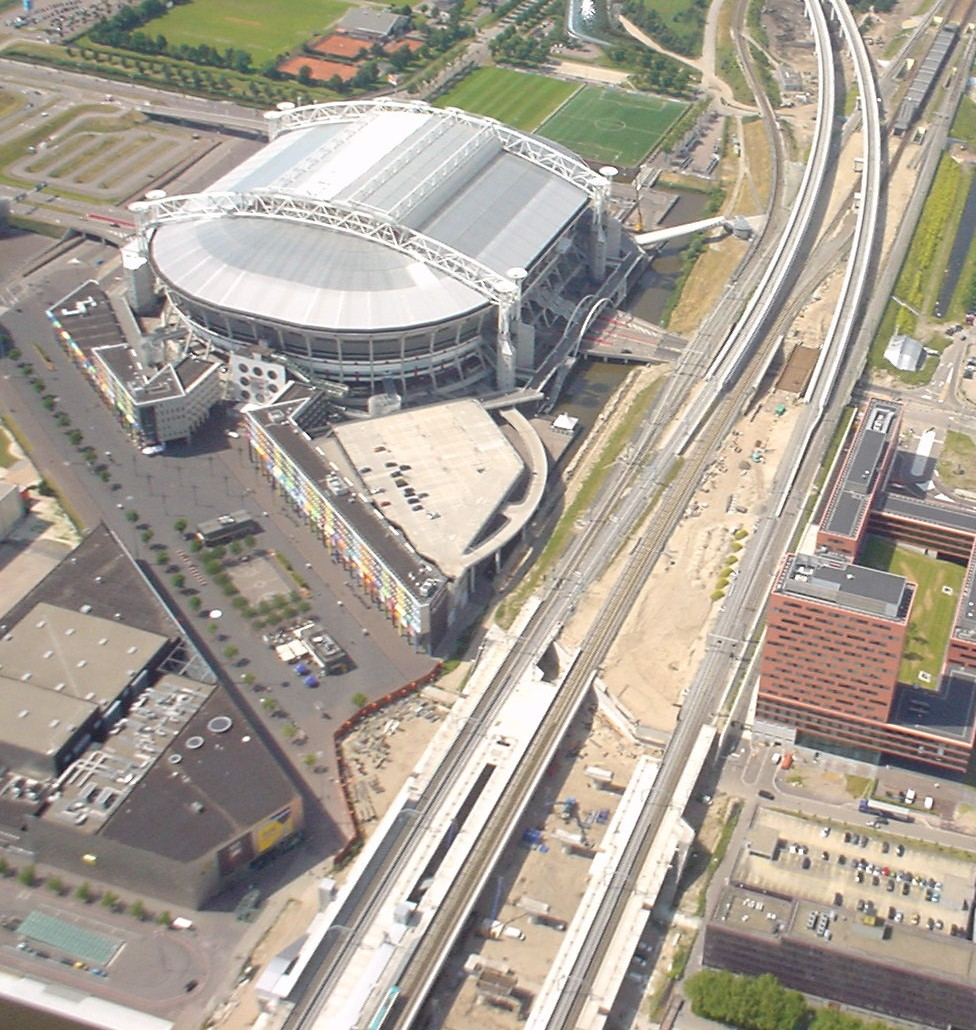
De ArenA van boven

De Johan Cruijff ArenA, tot 2018 Amsterdam ArenA, is een multifunctioneel stadion in Amsterdam aan de noordwestkant van de Johan Cruijff Boulevard op bijna 200 meter ten westen van Station Amsterdam Bijlmer ArenA. Het is met 56.120 plaatsen het grootste voetbalstadion van Nederland. Voor muziekconcerten is de maximale capaciteit 71.000 bezoekers. Sinds de opening op 14 augustus 1996 is het stadion de thuisbasis van voetbalclub AFC Ajax. Sinds het begin van het voetbalseizoen 2018-2019 draagt het stadion de naam Johan Cruijff ArenA. Met een helling van 37 graden zijn de tribunes van de ArenA de op drie na steilste van Europa.
Sinds de opening van de ArenA in 1996 speelt het Nederlands elftal er het vaakst zijn thuiswedstrijden, hoewel in De Kuip historisch gezien de meeste wedstrijden van het Nederlands elftal zijn gespeeld.
Op het EK 2000, dat in België en Nederland werd georganiseerd, en het EK 2020, gehouden door heel Europa, was de ArenA een van de speelstadions.
In 1998 was de ArenA decor van de UEFA Champions League finale en in 2013 die van de UEFA Europa League finale.
Van 1996 tot en met 2016 werd de finale om de Johan Cruijff Schaal in de ArenA gehouden. Vanaf het seizoen 2017/18 werd de wedstrijd gespeeld in het stadion van de kampioen van het voorgaande seizoen.

## Geschiedenis
Vanaf 1989 ontwikkelde Ajax plannen voor een nieuw stadion. Het oude stadion De Meer voldeed niet meer aan de eisen. Vanaf 1993 waren de plannen voor de Amsterdam ArenA definitief en besloot de gemeente Amsterdam de club Ajax een hand toe te reiken door het te bouwen.

### Opening
De Amsterdam ArenA werd op 14 augustus 1996 door koningin Beatrix officieel geopend, door een groot doek in het stadion te laten vallen. Trijntje Oosterhuis zong de voor deze gelegenheid geschreven hymne De zee. Frank Rijkaard was de laatste drager van de fakkel, waarmee hij een groot vuur aanmaakte, die vanuit stadion De Meer werd gedragen en waarvan Johan Cruijff de eerste drager was. Er werd daarna een wedstrijd gespeeld tussen AFC Ajax en AC Milan. Op 6, 7 en 8 september trad Tina Turner als eerste internationale artiest op in de ArenA. Met haar Wildest Dreams Tour werd de ArenA met in totaal 155.000 fans in gebruik genomen.

### Eerste doelpunten
De eerste wedstrijd in het stadion,   AFC Ajax vriendschappelijk tegen Milan, werd verloren met 0-3. Het eerste doelpunt in het stadion werd gemaakt door Dejan Savićević. Het eerste officiële Nederlandse doelpunt werd tijdens de bekerwedstrijd Ajax 2 - FC Twente gescoord door voormalig Ajax-speler John Bosman namens FC Twente. Het eerste doelpunt voor de supercup werd gescoord door Eijkelkamp namens PSV tijdens de strijd om de Johan Cruijff Schaal. Het eerste Ajax-doelpunt werd op 21 augustus 1996 gemaakt door Kiki Musampa, in de 81e minuut van de eerste competitiewedstrijd, AFC Ajax tegen NAC.

## Architectuur
Architect Rob Schuurman ontwierp samen met co-architect Sjoerd Soeters van architectenbureau PPHP de ArenA. Er ging een ontwerpfase van tien jaar aan vooraf. Schuurman werkt vooral met associaties. Zo heeft het ontwerp het aanzien van een vliegende schotel, met name bij kunstlicht. De trappenhuizen zijn diagonaal met elkaar verbonden waarbij het beeld van veters in voetbalschoenen wordt opgewekt. In de trappenhuizen op de kopse kant van het stadion zitten grote ronde gaten, die doen denken aan het spelletje, waarbij een bal door gaten heen geschoten moet worden. Opmerkelijk voor een project van deze omvang en vernieuwing, werd het binnen de begroting opgeleverd. Schuurman bouwde ook het olympisch stadion van Tunesië, het Stade 7 November in Radès, een voorstad van Tunis.

### Dak
De ArenA heeft een dak dat kan worden dichtgeschoven bij slecht weer. Dit dak bestaat uit twee delen van elk 37 bij 120
meter en weegt 520 ton. Het dak kan in 18 minuten geopend of gesloten worden. De ArenA en GelreDome zijn de enige stadions in Nederland waarbij dit mogelijk is.

### Voorgeschiedenis, locatie, overbouwing
Het stadion werd eind jaren 80 als project gelanceerd om voor Ajax een betere toekomst te bieden dan het oude thuisstadion De Meer in de Watergraafsmeer in Amsterdam. Het werd aanvankelijk ontworpen voor de kandidatuur van Amsterdam voor de Olympische Zomerspelen in 1992, die echter naar Barcelona gingen.
Destijds ging het plan gepaard met kritiek en bezwaren van buurgemeentes en particulieren. Het stadion was aanvankelijk half op grondgebied van de gemeente Ouder-Amstel gesitueerd. Die voelde daar niets voor, en daarop werd het stadion binnen de gemeente Amsterdam over de Burgemeester Stramanweg gebouwd, met onder het stadion een parkeergarage (Transferium Amsterdam Arena) op maaiveldniveau en een niveau hoger. Begin jaren 90 verklaarde de Raad van State alle bezwaren tegen de bouw ongegrond. De bouw startte in 1993 en duurde drie jaar.

### Grasmat
De onderkant van het stadion ligt op 8 meter 40 boven het maaiveld. De Amsterdam ArenA kampte lange tijd met problemen met de grasmat. Oorspronkelijk was gekozen voor een geheel verrijdbare grasmat, die buiten het stadion kon worden geparkeerd, vergelijkbaar met de GelreDome in Arnhem. Hieraan zou een gedeelte van het parkeerterrein worden opgeofferd. In het uiteindelijk ontwerp was dit niet meer mogelijk. Tegenwoordig plaatst de Amsterdam ArenA lampen na elke wedstrijd. De lampen staan de hele week op het veld. De lampen bevorderen de groei en het herstel van de grasmat. Tegenwoordig wordt de grasmat één keer per jaar vervangen. Het sluitbare dak heeft het voordeel dat bij slecht weer het veld bespeelbaar blijft, maar het is minder voordelig voor de kwaliteit van de grasmat omdat zon, regen en wind vereist zijn voor goede groei van het gras.

## Belangrijke evenementen

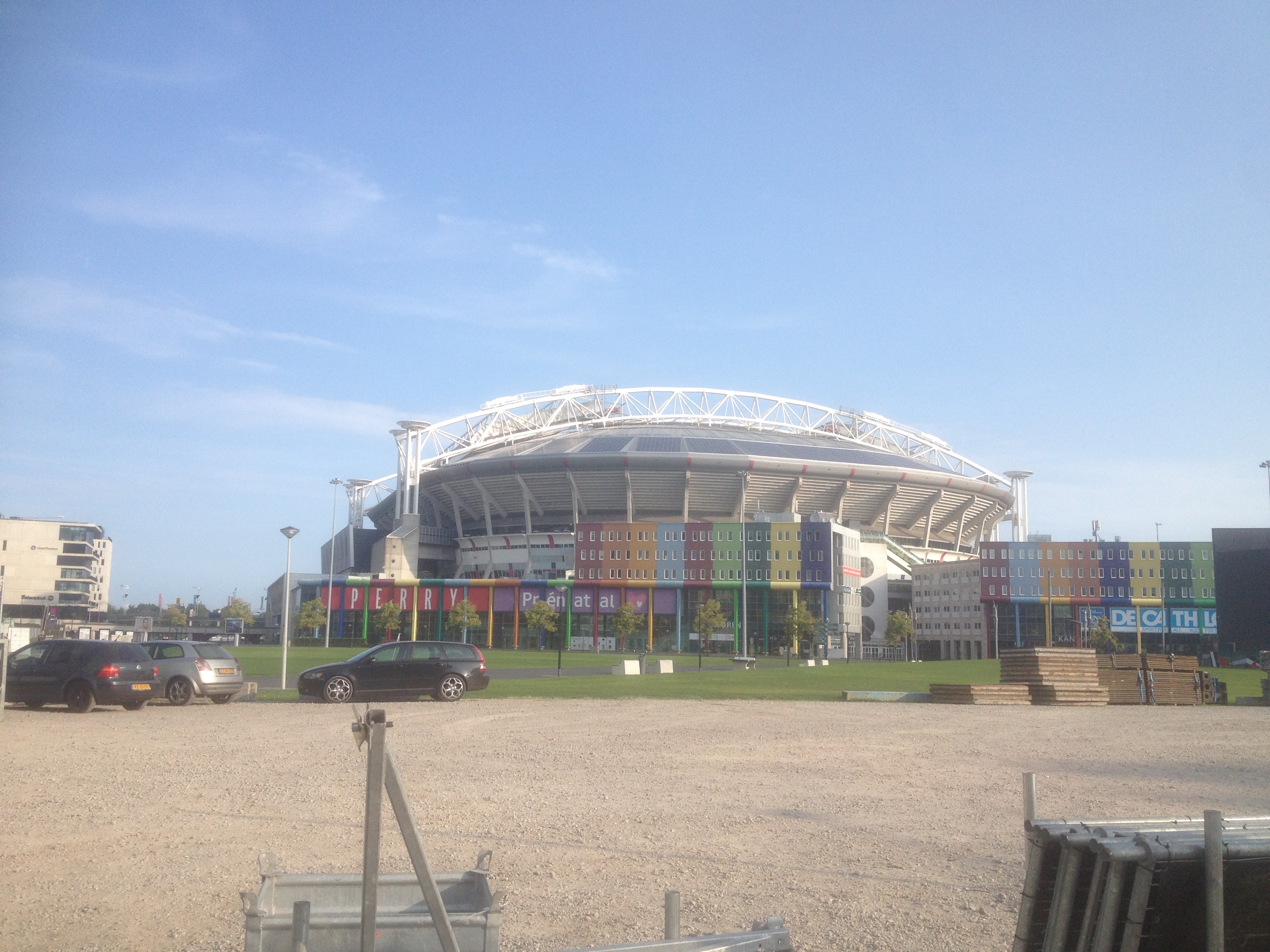
Vlak bij het stadion is ArenaPark. Hier worden diverse muziekfestivals als Pacha georganiseerd. Hier gezien vanaf De Corridor

Naast interlands van het Nederlands elftal, de wedstrijd om de Johan Cruijff-schaal en wedstrijden van Ajax wordt het stadion ook voor andere belangrijke voetbalwedstrijden gebruikt. Zo werd er in 1998 de Champions League-finale gespeeld. Real Madrid versloeg Juventus met 1-0 door een doelpunt van Predrag Mijatović.
Tijdens Euro 2000, het Europese Kampioenschap voetbal in 2000, georganiseerd door Nederland en België, werden er drie poulewedstrijden, een kwartfinalewedstrijd en een halve-finalewedstrijd gespeeld.
In 2013 werd de finale van de Europa League in de ArenA gespeeld. Chelsea won daarin met 2-1 van Benfica.
In de laatste week van juli of de eerste week van augustus stond het jaarlijks terugkerende Amsterdam Tournament op het programma. Wat was begonnen als het Euro Six' toernooi in de winterstop, er werd gespeeld op een veld van een zaalformaat, is in 1999 overgegaan in het door IEP Tournaments georganiseerde Amsterdam Tournament. Een aantal internationale topclubs hebben meegedaan: Manchester United, FC Barcelona, AC Milan, Arsenal, Internazionale, Liverpool, FC Porto, Galatasaray, Boca Juniors, Lazio Roma, Santos, Valencia, Parma, Panathinaikos en River Plate. Dit toernooi beloonde aanvallend voetbal door behalve punten toe te kennen bij gelijkspel of een overwinning, ook ieder gemaakt doelpunt te belonen met één punt. In 2009 is het toernooi voor het laatst gespeeld.
Daarnaast wordt het stadion gebruikt voor popconcerten en andere grote manifestaties. Hoewel het stadion geschikt zou zijn voor concerten, wordt dikwijls kritiek geuit. Met name de geluidskwaliteit wordt vaak als bedroevend omschreven. De Amsterdam ArenA heeft een traject ingezet waarbij door speciale doeken in de dakconstructie beoogd wordt om de geluidskwaliteit te verhogen. Bij tournees van de grote artiesten wordt echter veel gebruikgemaakt van een standaard podium- en geluidsopstelling.
Op 1 februari 2002 werd er een feest gehouden één dag voorafgaande aan het huwelijk van kroonprins Willem-Alexander met Máxima Zorreguieta.
Op 27 september 2004 vond de afscheidsceremonie plaats van André Hazes.
Van 9 tot en met 11 juni 2005 vond er de zesde uitreiking van de IIFA-Awards plaats. Bij het evenement dat werd gepresenteerd door Shahrukh Khan traden er onder andere de Bollywood-sterren Aishwarya Rai, Abishek Bachchan en Amitabh Bachchan, alsmede illusionist Hans Klok op.
In 2017 trad DJ Armin van Buuren op met zijn “Best of Armin Only” concertreeks.
In het begin kreeg ook het betalingssysteem met de zogenaamde Arena's veel kritiek. Deze speciale munteenheid maakte het lastig uitgaven te berekenen. Na verloop van tijd werd overgegaan op een betaalpasjessysteem in guldens. De pasjes maakten een efficiënt betalingsproces mogelijk, ze waren op veel punten in het stadion verkrijgbaar, tegen zowel contante als pinbetaling. Indien pasjes niet geheel waren opgemaakt werden ze bewaard tot een volgend evenement of werden ingeleverd bij de vaste verkooppunten. De resterende waarde ontving men dan terug. Veel bezoekers zagen de pasjes als verzamelobject omdat voor diverse concerten en wedstrijden speciale ontwerpen worden gemaakt. Anno 2022 is het in de ArenA alleen nog maar mogelijk om met pin te betalen.
De skyboxen worden deels verhuurd als kantoor- en conferentieruimte.
Sinds 2005 geven De Toppers ieder jaar een concertreeks in het stadion. Met meer dan vijftig uitverkochte shows zijn zij de artiesten met de meeste optredens in de Arena.
In 2020 vervangt de Arena de Hofvijver in Den Haag tijdens het Nationaal Aftelmoment vanwege de coronapandemie die dat jaar uitbrak. Hierdoor zijn alle vuurwerkshows en dus ook die op de Hofvijver afgelast. Het vuurwerk wordt hierbij vervangen door lasers en elektrisch vuurwerk om op deze manier het nieuwe jaar in te luiden.
In 2023 trad zanger The Weeknd twee keer op met zijn After Hours til Dawn Stadium Tour, op 23 en 24 juni 2023.

## Uitbreidingen en toekomstplannen
De eerste aanzienlijke uitbreiding van de stadioncapaciteit vond plaats in het kader van Euro 2000. De capaciteit werd verhoogd naar 52.140 zitplaatsen door onder meer zevenhonderd stoelen bij te plaatsen in de gracht: vijfhonderd aan de oost- en tweehonderd aan de westzijde. In twee hoeken werden tribunes gebouwd met ieder honderdtwintig zitplaatsen. Verder kwamen er twaalf skyboxen bij met ieder tien zitplaatsen en vier lounges met plaats voor ieder twintig toeschouwers. Daarmee passeerde de ArenA de Kuip als het grootste voetbalstadion van Nederland. Enkele maanden na het Europees kampioenschap verdwenen de hoektribunes weer, maar bleven de noodtribunes aan de lange zijden behouden.
In 2003 werd een rolstoelplatform gerealiseerd door het veld aan de noordkant uit te breiden. Momenteel kunnen in totaal 145 rolstoelgebruikers en begeleiders de wedstrijden bijwonen: 80 op het platform en 65 elders in het stadion.
Zes jaar later vond een volgende uitbreiding plaats. Door extra rijen stoelen te plaatsen voor de tribunes in de grachten, steeg de capaciteit opnieuw, dit maal met zevenhonderd plaatsen.
Begin 2013 en begin 2015 werden permanente tribunes opgeleverd in de grachten aan respectievelijk de west- en oostkant van het stadion. In 2013 ging het aantal zitplaatsen gefaseerd omhoog van 52.960 naar 53.052. In de winterstop van het seizoen 2014/2015 steeg de capaciteit verder naar 53.346 plaatsen. In de zomer van 2015 werd een nieuwe demontabele tribune opgeleverd aan de noordkant van het stadion. Het stadion beschikte sindsdien over 53.502 stoelen, exclusief de plaatsen voor begeleiders van mindervaliden.
In januari 2017 werd de vernieuwde tribune op de eerste ring Zuid in gebruik genomen. Alle stoelen werden vervangen en in de gracht werd een uitbreiding met 402 plaatsen gerealiseerd. De totale capaciteit van het stadion steeg daarmee verder van 53.631 naar 54.033 plaatsen. Met de gefaseerde vervanging van de publieksstoelen kwam er ruimte vrij voor meer stoelen en steeg de capaciteit naar 54.990 plaatsen.
In aanloop naar Euro 2020 werden de vier ‘wangen’ in het stadion bebouwd met extra tribunes. Dit leverde 800 tot 1.000 extra plaatsen op.
Na de toekenning van de organisatie van vier wedstrijden tijdens het Europees Kampioenschap voetbal in 2020 werd duidelijk dat de Arena met hoogstens duizend zitplaatsen zou worden uitgebreid. Daarnaast zou de omloop rond de tweede ring worden verruimd, kwamen er meer roltrappen, horecapunten en sanitaire voorzieningen en ging het stadion over op het gebruik van duurzame energie. Daartoe zijn op het dak zonnepanelen geplaatst.
Op 19 september 2014 kreeg het stadion drie groepswedstrijden en één achtste finale toegewezen voor het Europees kampioenschap voetbal in 2020, waardoor de uitbreiding doorgang vond.

## Vernoeming naar Johan Cruijff
Al voor de opening in 1996 gingen er stemmen op om het stadion naar het Ajax-icoon Johan Cruijff te vernoemen, maar daar wilde het toenmalige Amsterdamse gemeentebestuur niet aan omdat in de regel alleen overleden mensen worden vernoemd. Maar kort na zijn overlijden in maart 2016 gingen er wederom snel stemmen op om het stadion als eerbetoon naar hem te vernoemen en werd ruim een jaar later op 25 april 2017, op de dag dat Cruijff 70 jaar zou zijn geworden, onder druk van burgemeester Eberhard van der Laan een intentieverklaring getekend om binnen een half jaar te komen tot een officiële naamswijziging in "Johan Cruijff ArenA". Op 9 augustus 2017 werd bekendgemaakt dat de naamsverandering op 25 oktober 2017 een feit zou zijn. Bij die gelegenheid liet de directeur van de ArenA, Henk Markerink, weten dat de naamswijziging gepaard zou gaan met veranderingen in de aandelenverhoudingen. De aandelen van de gemeente Amsterdam zouden worden gehalveerd en de aandelenportefeuille van Ajax zou groter worden. Ook wilde Markerink compensatie voor de naamsverandering. Inmiddels was ook bekend geworden dat het Europees kampioenschap voetbal 2020 op de achtergrond een hoofdrol speelt bij de naamsverandering. Het stadion zou voor het EK 2020 een opknapbeurt krijgen van 50 miljoen euro (meer dan de helft van wat het stadion ooit nieuw kostte), en 20 miljoen daarvan zou betaald worden door een sponsor, die dan ook zijn naam min of meer aan het stadion mocht verbinden. Dat was al in 2015 afgesproken, een half jaar vóór het overlijden van Cruijff. Maar dat wordt onmogelijk als de ArenA naar Cruijff wordt vernoemd, en daarmee vervalt 20 van die 50 miljoen euro, tenzij een compromis zou kunnen worden gevonden waarbij de naam van Cruijff en een sponsor aan elkaar gekoppeld worden. In dat geval wil de familie echter inspraak krijgen, zo liet Jordi Cruijff weten. De familie hoeft evenwel niet aan de naamswijziging te verdienen. Op 19 oktober 2017 werd bekend dat de naamsverandering wederom werd uitgesteld, maar nog wel voor eind 2017 zou moeten plaatsvinden. Dit is niet gebeurd. Overigens zou de UEFA akkoord gaan met een beperktere renovatie van slechts 30 miljoen euro.
Uiteindelijk werd op 25 april (Johan Cruijffs geboortedag) 2018 door bekend voetballer Frank Rijkaard en de kinderen van de inmiddels overleden Amsterdamse burgemeester Eberhard van der Laan de nieuwe naam 'Johan Cruijff ArenA' en een nieuw logo gepresenteerd. Vanaf het seizoen 2018/19 is de naam gewijzigd.

## EK-interlands
| № | Datum        | Wedstrijd                   | Uitslag       | Competitie               | Toeschouwers |
| - | ------------ | --------------------------- | ------------- | ------------------------ | ------------ |
| 1 | 11 juni 2000 | Nederland – Tsjechië        | 1 – 0         | EK 2000 - groepsfase (D) | 50.833       |
| 2 | 18 juni 2000 | Slovenië – Spanje           | 1 – 2         | EK 2000 - groepsfase (C) | 42.500       |
| 3 | 21 juni 2000 | Frankrijk – Nederland       | 2 – 3         | EK 2000 - groepsfase (D) | 51.000       |
| 4 | 24 juni 2000 | Turkije – Portugal          | 0 – 2         | EK 2000 - kwartfinale    | 44.000       |
| 5 | 29 juni 2000 | Italië – Nederland          | 0 – 0 (3 – 1) | EK 2000 - halve finale   | 51.300       |
| 6 | 13 juni 2021 | Nederland – Oekraïne        | 3 – 2         | EK 2020 - groepsfase (C) | 15.837       |
| 7 | 17 juni 2021 | Nederland – Oostenrijk      | 2 – 0         | EK 2020 - groepsfase (C) | 15.243       |
| 8 | 21 juni 2021 | Noord-Macedonië – Nederland | 0 – 3         | EK 2020 - groepsfase (C) | 15.227       |
| 9 | 26 juni 2021 | Wales – Denemarken          | 0 – 4         | EK 2020 - 1/8 finale     | 14.645       |